# IBM 3090
La familia IBM 3090 fue un sucesor de alto nivel de la serie IBM System/370 y, por lo tanto, indirectamente, su sucesor.
Aunque el anuncio inicial del 12 de febrero de 1985 de los primeros dos miembros de la familia, el Modelo 200 y el Modelo 400, careció de una mención explícita tanto del nombre System/370 como del término compatibilidad con versiones anteriores, el par mencionado y los Modelos 120E anunciados posteriormente, 150, 150E, 180, 180E, 200, 200E, 300, 300E, 400, 400E, 600E, 600J, y 600S 3090 se describieron como ideas "Ideas de la IBM 3033, extendiéndolas... también tomó de la IBM 308X".
Los 400 y 600 eran respectivamente dos 200 o 300 acoplados en un solo complejo, y podían ejecutarse en modo de imagen de un solo sistema o divididos en dos sistemas.

## Modelos y características
| Modelo | Anunciado | N-way / Procesador (es)  |
| ------ | --------- | ------------------------ |
| 200    | 1985      | 2 procesadores centrales |
| 400    | 1985      | 4 vías (dos 200)         |
| 120E   |           | Monoprocesador           |
| 150    |           | Monoprocesador           |
| 150E   |           | Monoprocesador           |
| 180    |           | Monoprocesador           |
| 300    | 1987      | 3 vías (triple)          |
| 600E   | 1987      | 6 vías (dos 300)         |
| 600S   | 1988      | 6 vías (dos 300)         |
| 600J   | 1989      | 6 vías (dos 300)         |

### Enfriamiento
A fines de la década de 1970 y principios de la década de 1980, la tecnología patentada permitía que los mainframes de Amdahl estuvieran completamente enfriados por aire. Esto se diferenciaba de los sistemas IBM que requerían agua refrigerada y su infraestructura de soporte. Los ocho modelos más grandes de los 18 de los sistemas ES/9000 introducidos en 1990 fueron enfriados por agua; los otros diez fueron refrigerados por aire.

### Capacidades de servicio remoto
Un módem para "capacidades de servicio remoto" fue estándar; IBM recomendó su IBM 3864 modelo 2.

### Infraestructura de vectores
En octubre de 1985, IBM introdujo una infraestructura vectorial opcional para el IBM 3090; Dicha infraestructura no había estado disponible previamente en la arquitectura System/370, por lo que las capacidades de supercomputadora estaban integradas a la línea de mainframe. IBM se asoció con varias universidades para promover el uso del 3090 en aplicaciones científicas, y se hicieron esfuerzos para convertir el código que tradicionalmente se ejecuta en las computadoras Cray. Junto con la unidad de vectores, IBM presentó su biblioteca de subrutinas de ingeniería y ciencia y una infraestructura para ejecutar programas escritos para el procesador de matriz 3838 discontinuado.

## Otras lecturas
- Prasad, N.S. (1989). IBM Mainframes: Architecture and Design. McGraw-Hill. ISBN 0070506868. - El Capítulo 10 (págs. 255 - 268) describe el 3090.